# كوبري (ثور)
الكوبري (الاسم العلمي: Bos sauveli)، المعروف أيضًا باسم ثور الغابة والثور الرمادي، هو نوع من الأبقار البرية التي يحتمل أنه منقرض التي تعيش في الغابات وموطنها الأصلي جنوب شرق آسيا. وصف علميًا أول مرة سنة 1937. اسم «كوبري» مشتق من لغة الخمير ويعني «ثور الغابة».
أُدرج الكوبري على أنه مهدد بالانقراض بشكل خطير وربما انقرض في القائمة الحمراء للاتحاد الدولي لحفظ الطبيعة. آخر رؤية مؤكدة لفرد بري كانت سنة 1969.